# Ocyropsis
Ocyropsis is een geslacht van ribkwallen uit de klasse van de Tentaculata.

## Soorten
- Ocyropsis crystallina (Rang, 1828)
- Ocyropsis fusca (Rang, 1828)
- Ocyropsis maculata (Rang, 1828)
- Ocyropsis pteroessa Bigelow, 1904
- Ocyropsis vance Gershwin, Zeidler & Davie, 2010